# سلسفي ملتوي
السلسفي الملتوي (باللاتينية: Scorzonera tortuosissima) نوع نباتي ينتمي إلى جنس السلسفي من الفصيلة النجمية.

## الموئل والانتشار
موطنه بلاد الشام وسيناء.